# L'Scooby-Doo i els germans Boo
L'Scooby-Doo i els germans Boo (títol original en anglès, Scooby-Doo Meets the Boo Brothers) és un telefilm animat de terror còmic de 1987 produït per Hanna-Barbera com a part de la sèrie Hanna-Barbera Superstars 10. La pel·lícula de dues hores es va emetre en sindicació. És el primer llargmetratge de la franquícia Scooby-Doo. S'ha doblat al català.
A la pel·lícula, Norville "Shaggy" Rogers hereta una finca rural i una plantació del sud dels Estats Units d'un oncle recentment mort. Mentre intenta reclamar la seva herència, en Shaggy és assetjat pels fantasmes de la finca (inclòs un genet sense cap). Scrappy-Doo té la idea de contractar un equip de caça de fantasmes per fer front al problema. Els caçadors de fantasmes són en si mateixos un trio de fantasmes ineptes, basats lliurement en el grup còmic The Three Stooges. Mentrestant, en Shaggy també ha de fer front a un enemic del seu oncle, que vol disparar-li, i a una noia que vol casar-se amb ell, tots dos per resoldre la baralla entre les seves famílies. Una subtrama implica la recerca d'una la col·lecció desapareguda de joies familiars de la finca.